# Copiopteryx jehovah
Copiopteryx jehovah is een vlinder uit de familie van de nachtpauwogen (Saturniidae).
De wetenschappelijke naam van de soort is voor het eerst geldig gepubliceerd door John Kern Strecker in 1874.